# Lądowisko Kalisz
Lądowisko Kalisz – lądowisko sanitarne w Kaliszu, na Ogrodach, położone przy Wojewódzkim Szpitalu Zespolonym im. Ludwika Perzyny w Kaliszu; przeznaczone jest do wykonywania startów i lądowań śmigłowców sanitarnych i ratowniczych w dzień i w nocy o dopuszczalnej masie startowej do 5700 kg. 
Zarządzającym lądowiskiem jest Wojewódzki Szpital Zespolony im. Ludwika Perzyny. W 1993 zostało wpisane do ewidencji lądowisk Urzędu Lotnictwa Cywilnego pod numerem 18.
W 2011 lądowisko zostało zmodernizowane. Koszt tej inwestycji wyniósł 1,5 mln zł.